# آدام اسمیت (بازیکن فوتبال، زاده ۱۹۹۱)
آدام اسمیت (انگلیسی: Adam Smith؛ زادهٔ ۲۹ آوریل ۱۹۹۱) بازیکن فوتبال اهل انگلستان است.
از باشگاه‌هایی که در آن بازی کرده‌است می‌توان به باشگاه فوتبال وایکام واندررز، باشگاه فوتبال ای. اف. سی بورنموث، و لیدز یونایتد، تاتنهام هاتسپر، باشگاه فوتبال تورکی یونایتد، باشگاه فوتبال میلتون کینز دونز، باشگاه فوتبال میلوال، باشگاه فوتبال دربی کانتی، باشگاه فوتبال ای. اف. سی بورنموث، و تیم ملی فوتبال زیر ۲۱ سال انگلستان اشاره کرد.
وی همچنین در تیم ملی فوتبال زیر ۲۱ سال انگلستان بازی کرده است.